# Kaloň egyptský
Kaloň egyptský (Rousettus aegyptiacus) se vyskytuje v částech Afriky (Egypt, Jižní Afrika) a Asie (Indie, Irák, Írán, Pákistán, Jemen, Turecko). Obývá biotopy lesních porostů a jeskyň. Je také jediným druhem kaloně, vyskytujícím se v Evropě (zasahuje na Kypr).

Kaloň egyptský žije v tisícihlavých koloniích v jeskyních a jejich okolí, aktivní je především v noci. Nejprve byl objeven v pyramidách. Areál jeho rozšíření zahrnuje Afriku, Arábii a Blízký východ po Pákistán a v menší míře také Kypr.
Živí se ovocem a plody, mohou být pronásledováni pro škody na plantážích. Mají dobrý zrak a čich. Jako jediní z kaloňů si vytvořili i určitý druh echolokace - orientaci pomocí reakce na odraz zvuku od překážek.
Na rozdíl od netopýrů vydávají pro člověka částečně slyšitelné zvuky rychlým chvěním jazyka, svůj let pak usměrňují podle zpětně přijatých signálů. Přesto echolokaci kombinují se zrakovým vnímáním.

## Morfologie
Jeho hmotnost je do 180 g. Patří mezi jedním z mála kaloňů využívající echolokaci. Jedná se o býložravce, v zajetí jsou krmena ovocem, nektarem, pupeny a zeleninou.

Rozmnožování: Po 120 dnech se rodí jedno mládě výjimečně dvě, která nosí na břiše. Při porodu byla pozorována i asistence tzv. tetiček - zkušených samic. Mléčné bradavky má v podpaždí.

## Chov v zoo
Chov kaloně není náročný, je třeba dostatečně velký proletový prostor bez překážek s dostatečnou teplotou a vlhkostí. Důležitá je bohatá spleť větví na zavěšení. V Česku je možné tento druh spatřit v těchto zoo:
- Zoo Dvorec
- Zoopark Chomutov
- Zoo Plzeň (expozice Svět v podzemí z roku 2012; v roce 1999 zde byli chováni volně v tropickém pavilonu v chodbě návštěvníků).
- Zoo Praha

### Chov v Zoo Praha
Chov tohoto druhu započal v roce 2004. V roce 2019 bylo odchováno pět mláďat a na konci toho roku zoo chovala 42 jedinců.
Tito kaloni obývají expozici v pavilonu Indonéská džungle.